# Linux (nucleul)

Nucleul Linux e utilizat ubicuitar pe diferite tipuri de hardware și este suportat de o abundență de software, liberă și proprietară

Nucleul Linux (în engleză „kernel”) reprezintă nucleul sistemului de operare deschis care a fost creat de Linus Torvalds în 1991 și care a fost îmbunătățit ulterior cu ajutorul programatorilor din întreaga lume.
Acesta a fost dezvoltat inițial pentru microprocesorul Intel 80386, însă ulterior a fost portat pe multe alte platforme. Este scris aproape în întregime în limbajul de programare C, împreună cu niște extensii GNU C și cu câteva linii de cod scrise în limbajul de asamblare.
Dezvoltat sub licența GNU GPL (GNU General Public License), codul sursă al nucleului Linux este software liber.
Nucleul este cel mai bine cunoscut ca fiind principala componentă a sistemului de operare GNU/Linux. Distribuțiile de software bazate pe nucleul Linux se numesc Distribuții GNU/Linux.

## Istorie
Proiectul a fost lansat în anul 1991 cu faimosul mesaj apărut în rețeaua Usenet comp.os.minix care includea următoarea frază:
 "Creez un sistem de operare (liber) - e doar o pasiune, nu va fi la fel de mare și de profesional ca GNU - pentru calculatoarele compatibile AT 386(486)..." 
Până în acel moment, proiectul GNU crease multe componente necesare unui sistem de operare liber, dar nucleul său, numit "GNU Hurd", nu era complet si nici disponibil. Sistemul de operare BSD nu era încă eliberat de constrângerile legale, ceea ce a permis nucleului Linux să umple golul respectiv și, deși avea inițial o funcționalitate limitată, a atras comunitatea dezvoltatorilor de software și a utilizatorilor. Până astăzi, mii de programatori și-au adus contribuția la codul sursă al nucleului.
La început, "Linux" a fost numele nativ al nucleului. Termenul "nucleu" inseamnă aplicația de sistem de nivel scăzut ("low-level") care creează nivelul de abstractizare a componentelor hardware, controlează accesul la hard-disc și la sistemul de fișiere, permite lucrul multitasking, accesul distribuit și la rețeaua (locală), constrângerile de securitate informatică. Nucleul Linux nu este un sistem de operare complet (cum este el cunoscut în mod uzual). Un sistem complet bazat pe nucleul Linux este mai cunoscut ca "Linux", deși unii preferă să-l numească GNU/Linux. Există și o controversă privind modul de referire la acest sistem de operare. Oamenii fac deseori confuzie între nucleul și sistemul de operare Linux, ceea ce poate duce la apariția unor termeni greșiți, cum ar fi ideea că Linus Torvalds a scris sau a coordonat și alte componente ale sistemului de operare, în afară de nucleu.

### Evoluție
- Aprilie 1991 - Linus Torvalds, la vârsta de 21 de ani, începe să se gîndească la un sistem de operare simplu. A pornit cu crearea unui comutator de task-uri de sistem (folosind instrucțiunile procesorului Intel 386) și a unui driver de terminal.
- 25 august 1991 - Linus a trimis mesajul la grupul de știri comp.os.minix:

"Scriu un sistem de operare (gratuit) (e doar un hobby, nu va fi mare și profesional ca gnu) pentru clone de 386(486) AT. Mă gândesc la asta din aprilie, și începe să fie gata. Aș dori orice fel de feedback referitor la lucruri care plac/displac oamenilor la minix, fiindcă SO-ul meu i se aseamnănă cumva (aceeași structură fizică a sistemului de fișiere (din motive practice) printre altele).
Tocmai am portat bash(1.08) și gcc(1.40), și se pare că merg. Asta înseamnă că o să obțin ceva practic în câteva luni [...] Da - nu are nici un pic de cod minix, și are un sistem de fișiere multi-thread. NU este portabil (folosește comutare de task 386 etc), și probabil că nu va suporta niciodată alt harddisk decât AT, fiindcă altceva nu am :-(.
[...] E scris cel mai mult în C, dar mulți n-ar numi C ceea ce scriu eu. Folosește fiecare feature al lui 386 pe care m-am putut gândi, fiindcă a avut și scopul de a mă învăța pe mine despre 386. Cum am mai spus, folosește un MMU, atât pentru paginare (nu pe disc încă) și segmentare. Segmentarea e cea care îl face cu ADEVĂRAT dependent de 386 (fiecare task are un segment de 64Mb pentru cod & date - maxim 64 task-uri în 4Gb. Oricui îi trebuie mai mult decât 64Mb/task - ghinion). [...] Unele din fișierele mele "C" (mai ales mm.c) au cam tot atâta limbaj de asamblare cât C. [...] Spre deosebire de minix, mie îmi cam PLAC întreruperile, deci întreruperile sunt tratate fără a se încerca ascunderea motivului din spatele lor"
- Septembrie 1991 - Este lansat Linux versiunea 0.01. (10.239 linii de cod.)
- Octobrie 1991 - Este lansat Linux versiunea 0.02.
- Decembrie 1991 - Este lansat Linux 0.11. Această versiune este prima versiune self-hosted. (adică: se poate compila Linux 0.11 sub Linux 0.11)
- 19 Ianuarie 1992 - Primul post pe alt.os.linux newsgroup.
- 31 Martie 1992 - Newsgroup-ul comp.os.linux este creat.
- Martie 1992 - Linux versiunea 0.95 este prima versiune capabilă de a rula X Window System.
- Anul 1993, și începutul anului 1994 - 15 versiuni în dezvoltare 0.99.*, cu 0.99.11 (Iulie 1993) introducând BogoMips în nucleu
- 14 Martie 1994 - Este lansat Linux 1.0.0. (176.250 linii de cod.)
- Martie 1995 - Este lansat Linux 1.2.0 (310.950 linii de cod.)
- 9 Mai 1996 - Pinguinul Tux este propus ca mascotă Linux
- 9 Iunie 1996 - Este lansat Linux 2.0.0. (777.956 linii de cod.)
- 25 Ianuarie 1999 - Este lansat Linux 2.2.0, la început cu multe defecte. (1,800,847 linii de cod.)
- 18 Decembrie 1999 - Patchuri pentru IBM mainframe pentru 2.2.13 sunt publicate, aducândîn cele mai mari întreprinderi.
- 4 Ianuarie 2001 - Este lansat Linux 2.4.0. (3.377.902 linii de cod.)
- 17 Decembrie 2003 - Este lansat Linux 2.6.0. (5.929.913 linii de cod.)
  - 17 Iunie 2005 - Este lansat Linux 2.6.12.
  - 29 August 2005 - Este lansat Linux 2.6.13. 
  - 28 Octombrie 2005 - Este lansat Linux 2.6.14 cu aceste modificări.

## Versiuni
Dezvoltând mai departe propriul cod și integrând modificări operate de alți programatori, Linus Torvalds continuă să lanseze noi versiuni ale nucleului Linux. Aceste versiuni se numesc nucleuri vanilla, însemnând că nu au fost modificate pentru nimeni. Mulți furnizori de sisteme de operare GNU/Linux își modifică kernelul produsului lor, în principal pentru a adăuga suport pentru drivere sau feature-uri care nu au fost oficial etichetate ca stabile, în timp ce alte distribuții, cum ar fi Slackware, se bazează pe nucleuri vanilla.

### Numerotarea versiunilor
Numărul de versiune al nucleului Linux constă în prezent din patru numere, ca urmare a unei recente modificări în vechea politică a schemei de versiuni cu trei numere. De exemplu, să presupunem că numărul versiunii se compune astfel: A.B.C[.D] (de ex. 2.2.1, 2.4.13 sau 2.6.12.3).
- Numărul A reprezintă versiunea de nucleu. Este schimbat cel mai rar, și doar când au loc schimbări majore în cod și în concepția nucleului. El a fost modificat de două ori în istoria nucleului: În 1994 (versiunea 1.0) și în 1996 (versiunea 2.0).

- Numărul B reprezintă revizia majoră a nucleului. Numerele pare indică un release stabil, adică unul considerat potrivit pentru producție, cum ar fi 1.2, 2.4 sau 2.6. Numerele impare sunt release-uri în dezvoltare, cum ar fi 1.1 sau 2.5. Ele sunt folosite pentru testarea feature-urilor și driver-elor noi până când acestea devin suficient de stabile pentru a fi incluse într-un release stabil.

- Numărul C indică revizia minoră a nucleului. În vechea schemă de versiuni, cu trei numere, aceasta era modificată când erau implementate în nucleu patch-uri de securitate, bufix-uri, feature-uri noi sau driver-e. În noua politică, însă, ea nu se modifică decât la introducerea de noi feature-uri sau driver-e; reparațiile minore sunt tratate de numărul D.

- Un număr D a apărut prima oară când a fost detectată o eroare gravă, care a necesitat reparare imediată, în codul de NFS din 2.6.8. Totuși, nu erau suficiente alte modificări pentru a justifica lalnsarea unei noi revizii minore (care ar fi fost 2.6.9). Astfel, s-a lansat 2.6.8.1, singura modificare fiind repararea acelei erori. Odată cu 2.6.11, aceasta a fost adoptată ca noua politică oficială de versionare. Bugfix-urile și patch-urile de securitate sunt acum tratate de al patrulea număr, pe când modificările mai mari sunt implementate în schimbările reviziilor minore (numărul C).

### Oamenii
În timp ce Linus Torvalds supervizează modificările codului și release-urile ultimelor versiuni de nucleu, el a delegat mentenanța versiunilor mai vechi altor programatori:
| Versiunea nucleului | Menținător                              |
| ------------------- | --------------------------------------- |
| 2.0                 | David Weinehall                         |
| 2.2                 | Marc-Christian Petersen (fost Alan Cox) |
| 2.4                 | Marcelo Tosatti                         |
| 2.6                 | Andrew Morton / Linus Torvalds          |

Alți programatori de nucleu linux sunt
Robert Love și
Ingo Molnar
.
(Vezi fișierul cu echipa de mentenanță Linux).

### Istoria versiunilor stabile
- Versiunea 1.0 din Martie 1994 suporta doar mașini cu un singur procesor i386.
- Versiunea 1.2 din Martie 1995 a adăugat suport pentru Alpha, Sparc și Mips.
- Versiunea 2.0 din Iunie 1996 a adăugat suport pentru mai multe familii de procesoare și a inclus suport pentru SMP.
- Versiunea 2.2 din Ianuarie 1999 (Minunata lume a Linux 2.2 Arhivat în 18 noiembrie 2005, la Wayback Machine.).

- Versiunea 2.4.0 din Ianuarie 2001 
  - Suport pentru procesoare: procesorul Hewlett-Packard PA-RISC, procesoarele ETRAX CRIS ("Code Reduced Instruction Set") de la Axis Communications
  - adăugat ISA Plug-and-Play
  - adăugat suport pentru USB și PC Card
  - 2.4.6: adăugat suport Bluetooth
  - Sisteme de fișiere și de stocare a datelor
    - adăugat Logical Volume Manager versiunea 1 (LVM)
    - suport pentru dispozitive RAID
    - 2.4.15: Suport pentru sistemul de fișiere InterMezzo.

  - Pentru mai multe informații vezi articolul: Wonderful World of Linux 2.4 Arhivat în 18 noiembrie 2005, la Wayback Machine.

- Versiunea 2.6 - curentă (17 Decembrie 2003 până în prezent)
  - integrat uClinux (pentru microcontrollere)
  - suport pentru CPU: cu suport pentru seria H8/300 de la Hitachi, NEC v850, și procesoarele embedded m68k de la Motorola, suport NUMA, suport pentru arhitectura Voyager de la NCR, suport pentru hyperthreading și PAE ("Physical Address Extension") de la Intel
  - integrat driverul de sunet ALSA
  - Suport OS: 
    - Îmbunătățit suportul APIC.
    - Mărit numpărul maxim de utilizatori și grupuri de la 65.000 la peste 4 miliarde.
    - Mărit numărul de id-uri de procese de la 32.000 la 1 miliard.
    - Mărit numărul maxim de tipuri de dispozitive (dispozitive majore) de la 255 la 4095 și numărul maxim de dispăzitive de fiecare tip (dispozitive minore) de la 255 la peste un milion.
    - Îmbunătățit suportul pentru 64 de biți și sisteme de fișiere de până la 16 terabytes pe hardware comun.
    - Îmbunătățiri la "timpii generali de răspuns" pentru procese interactive (nucleul a devenit complet preemptiv și planificatorul de I/E a fost rescris).
    - Suport pentru futex-uri, o rescriere a infrastructurii cu fire de execuție pentru a permite utilizarea Native POSIX Thread Library (NPTL).
    - Un încărcător de module îmbunătățit.
    - Integrarea User Mode Linux.
    - Suport 2.6.11 Infiniband

  - Suport pentru stocare:
    - LVM actualizat la versiunea 2
    - suport pentru sistemul de fișiere SGI XFS.
    - Un nou sistem de fișiere sistem, numit sysfs, destinat să ușureze procfs de informațiile legate de sistem.
    - 2.6.12 (17 Iunie 2005) suport iSCSI
    - 2.6.13 suport inotify
    - 2.6.14 suport FUSE

  - (și mai multe schimbări: Minunata lume a Linux 2.6 Arhivat în 16 iulie 2003, la Wayback Machine.)

## Arhitectura
Nucleul Linux include multitasking real, memorie virtuală, biblioteci partajate, demand loading, executabile partajate copy-on-write, gestiunea memoriei corectă, și rețele TCP/IP.
Astăzi, Linux este un nucleu monolitic cu încărcare de module. Device driver-e și extensii de nucleu rulează tipic în inelul 0, cu acces total la hardware, deși unele rulează în spațiul utilizator. Spre deosebire de nucleele monolitice standard, device driver-ele se configurează ușor ca module, și se încarcă sau se descarcă în timpul rulării sistemului. Tot spre deosebire de nucleele monolitice standard, device driver-ele pot fi pre-empted în anumite condiții. Acest din urmă feature a fost adăugat pentru a trata întreruperile hardware corect, și pentru a îmbunătăți suportul pentru multiprocesare simetrică. Preemptiunea de asemenea ameliorează latența, crescând viteza de răspuns și făcând Linux mai potrivit pentru aplicații de timp real.
Faptul că Linux nu este un microkernel a fost subiectul principal al celebrului flame war între Linus Torvalds și Andy Tanenbaum pe comp.os.minix în 1992.  Arhivat în 3 octombrie 2012, la Wayback Machine. 
Codul sursă complet al diferitelor versiuni ale nucleului Linux pot fi găsite la http://lxr.linux.no .

### Interfețe

System Call Interface pentru source, Linux Standard Base pentru programe compilate. SCI-ul se compune din cca 380 de apele de sistem.

## Limbaje de programare
Nucleul Linux este scris în versiunea limbajului de programare C suportată de compilatorul GNU GCC (care suportă un superset al C-ului standard), împreună cu unele secțiuni relativ scurte de cod scrise în limbajul de asamblare al arhitecturii țintă (la ultima numărătoare, Linux suporta aproximativ 20 de familii diferite de procesoare). Datorită extensiilor C suportate de compilatorul GCC, acesta a fost (împreună cu setul de unelte asociat) multă vreme singurul compilator capabil să compileze corect un nucleu Linux. Mai recent, Intel susține că și-a modificat compilatorul C astfel încât și acesta să poată modifica nucleul.
Sunt folosite, pe lângă C, și multe alte limbaje, în primul rând în legătură cu procesul de 'construire' a nucleului (metodele prin care este creată din surse imaginea bootabilă). Printre acestea se numără Perl, Python, și diferite limbaje de shell scripting. Unele driver-e ar putea fi scrise și în C++, Fortran, sau alte limbaje, dar acest comportament este cu tărie nerecomandat. Sistemul de construire a nucleului suportă doar GCC pentru compilarea nucleului și a driver-elor.

## Portabilitate
Deși inițial nu s-a intenționat ca Linux să fie un sistem de operare portabil, el este acum unul din cele mai mult portate nuclee de sistem de operare (deși NetBSD a fost portat și el pe aproape tot atâtea arhitecturi), rulând pe o gamă largă de sisteme, de la iPAQ (un calculator handheld) până la IBM System z9 (un server mainframe masiv care poate rula sute sau chiar mii de instanțe concurente de Linux). Linux este gândit pentru a rula ca sistem de operare principal pe noua arhitectură de supercalculator Blue Gene de la IBM, când aceasta va fi terminată. Linus a inclus, probabil în glumă, BogoMips în nucleu ca pseudo-unealtă de comparare a performanțelor.
Este important de notat că eforturile lui Linus au fost îndreptate cu succes și către un alt fel de portabilitate. Portabilitate, conform lui Linus, era abilitatea de a compila aplicații dintr-o varietate de surse pe sistemul său; astfel Linux a devenit la început popular în parte pentru că necesita cel mai mic efort de a face să funcționeze pe el aplicații populare sub licență GPL, precum și alte aplicații open source.
Linux rulează în prezent pe următoarele arhitecturi:
- ARM
  - Acorn: seriile Archimedes, A5000 și RiscPC
  - StrongARM, Intel XScale etc.
  - iPAQ de la HP
  - DS de la Nintendo(Proiectul DS Linux)
  - Apple iPod (IPodLinux Proiectul iPodLinux)
  - Raspberry Pi (proiectul Raspberry Pi OS)
- Axis Communications CRIS
- Fujitsu FR-V
- Alpha de la Hewlett Packard
- PA-RISC de la Hewlett Packard
- Hitachi: SuperH (SEGA Dreamcast), H8/300
- IBM S/390 (31-bit)
- Mainframe-uri IBM zSeries și System z9 (pe 64 de biți)
- Intel 80386 și mai sus: IBM PC-uri și compatibile cu procesoare: 
  - 80386, 80486, și cu variantele lor AMD, Cyrix, TI și IBM
  - întreaga serie Pentium;
  - AMD 5x86, K5, K6, Athlon (toate versiunile pe 32 de biți), Duron;
  - AMD64: tehnologia AMD de procesoare pe 64 de biți (fosta x86-64)
  - Seriile Cyrix 5x86, 6x86 (M1), 6x86MX and MediaGX (National/AMD Geode).
  - Procesoare VIA Technologies VIA C3 și ulterioare
  - Suport pentru procesoare Intel 8086, 8088, 80186, 80188 și 80286 este în curs de dezvoltare (see ELKS project)
  - Microsoft Xbox (cu procesor Pentium III) (vezi Xbox Linux)
  - SGI Visual Workstation (cu procesoare Pentium II/III cu chipset SGI)
- Intel IA-64
- AMD64
- MIPS
  - Silicon Graphics, Inc.
  - Cobalt Qube, Cobalt Raq
  - Sony PlayStation 2 (vezi PS2 Linux)
  - DECstation
  - altele
- Motorola 68020 și mai sus:
  - Amiga-uri mai noi: A1200, A2500, A3000, A4000
  - Apple Macintosh II, LC, Quadra, Centris și primele serii Performa
  - Stațiile de lucru Sun Microsystems (experimental, folosește Sun-3 MMU)
  - Mașinile nebazate pe Sun 68020 necesită Motorola 68851 PMMU
- NEC v850e
- Renesas M32R
- PowerPC și IBM POWER: 
  - majoritatea calculatoarelor Apple (toate Power Macintosh-urile bazate pe PCI, suport limitat pentru NuBus Power Mac-urile) mai vechi
  - clone ale lui PCI Power Mac lansate pe piață de Power Computing, UMAX și Motorola
  - Amiga-uri upgradate cu un card "Power-UP" (cum ar fi Blizzard sau CyberStorm)
  - Sisteme IBM RS/6000, iSeries și pSeries
  - Plăci Pegasos I și II
  - câteva platforme Power PC embedded
- SPARC și UltraSparc: stații de lucru și servere Sun 4-series, SPARCstation/SPARCserver, Ultra, Blade și Fire, precum și clone realizate Tatung și alții.

O listă completă a portărilor Linux se găsește aici Arhivat în 12 februarie 2006, la Wayback Machine..

## Termeni de licențiere

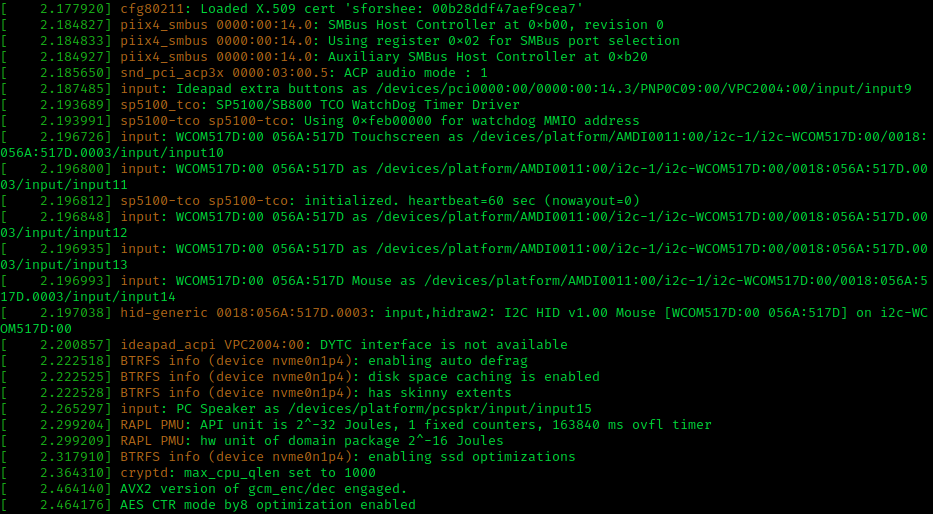
Informații de bootare la Linux 5.13.5

Inițial, Torvalds a lansat Linux sub o licență care interzicea orice exploatare comercială a lui. Aceasta a fost însă înlocuită curând cu GNU General Public License (exclusiv versiunea 2). Această licență permite distribuirea și chiar vânzarea unor versiuni posibil modificate de Linux dar necesita ca toate copiile să fie eliberate sub aceeași licență și însoțite de codul sursă.
Torvalds a descris decizia de a licenția Linux sub GPL ca fiind "cel mai bun lucru pe care l-am făcut vreodată."  Arhivat în 10 februarie 2007, la Wayback Machine.
O întrebare generală privind aplicarea GPL al Linux este dacă modulele de nucleu încărcabile sunt considerate "lucrări derivate" sub legea dreptului de autor, și de aceea intră sub incidența GPL. Torvalds și-a afirmat opinia că modulele care folosesc doar o sumulțime limitată, "publică" a interfețelor nucleului pot fi uneori considerate lucrări independente, permițând astfel unele driver-e doar binare (fără sursă publică) și alte module care nu respectă GPL. Însă nu toți contribuitorii la nucleu sunt de acord cu această interpretare, și chiar și Torvalds admite că multe module de nucleu sunt evident lucrări derivate, și într-adevăr el afirmă că „modulele de nucleu SUNT implicit derivate"; finalmente, asemenea chestiuni se pot rezolva doar în tribunal.
Linux este o marcă înregistrată a lui Linus Torvalds.

## Mascota

Tux

Mascota Linux este un pinguin numit Tux, creat de Larry Ewing folosind prima versiune publică a lui GIMP (0.54).
Există mai multe variante ale pinguinului Tux, unele în 3D.
Mascota este un pinguin pentru că, așa cum a spus Torvalds, "Lui Linus îi plac pinguinii. Asta e." Numele Tux vine de la (T)orvalds (U)ni(X). 

## Kernel panic
În Linux, un "panic" este o eroare de sistem nerecuperabilă detectată de nucleu, spre deosebire de unele erori similare detectate de cod din spațiul utilizator. Codul nucleului poate indica o astfel de stare prin apelul funcției panic aflate în fișierul header sys/system.h. Totuși, majoritatea panic-urilor sunt rezultatul unor excepții procesor netratate în codul de nucleu, cum ar fi referințe la adrese de memorie invalide. Acestea indică în mod tipic un bug undeva pe lanțul de apel care a condus la panic.

### Linux - versiunea 2.6
- Upgrade to 2.6 kernel Arhivat în 18 iunie 2006, la Wayback Machine.
- The Wonderful World of Linux 2.6 Arhivat în 16 iulie 2003, la Wayback Machine.; Joseph Pranevich; decembrie 2003
- Understanding the Linux 2.6.8.1 CPU Scheduler Arhivat în 29 septembrie 2007, la Wayback Machine.; Josh Aas, 17 februarie 2005

### Pagini ce conțin legături către multiple informații suplimentare
- Linux kernel @ dmoz.org
- Linux kernel @ google Arhivat în 21 octombrie 2005, la Wayback Machine.
- http://www.linuxlinks.com/Kernel/
- http://www.topology.org/soft/lkernel.html
- http://loll.sourceforge.net/linux/links/Kernel/
- http://www.linux.org/dist/kernel.html
- Kernel Newbies.org
- Linux Kernel Developers' email list